# Струнный квартет № 14 (Бетховен)
Струнный квартет № 14 до-диез минор, соч. 131 ― произведение Людвига ван Бетховена, завершённое в 1826 году и посвящённое барону Йозефу фон Штуттерхайму. Дата первого исполнения квартета неизвестна.

## Структура
Произведение длится около 40 минут и состоит из семи частей, играющихся без пауз:
- 1. Adagio ma non troppo e molto espressivo. Написано в виде фуги.

Audio playback is not supported in your browser. You can download the audio file.
- 2. Allegro molto vivace. Лирический танец на народную тему. Тональность ― ре мажор, размер ― 6
8. Часть написана в сонатной форме.

Audio playback is not supported in your browser. You can download the audio file.
- 3. Allegro moderato – Adagio. Речитатив в тональности си минор (модуляция в ми мажор является кратким введением в следующую часть).
- 4. Variations. Представляет собой набор из семи вариаций (6 полных и 1 неполная, с кодой) на тему, написанную в ля мажоре.

Audio playback is not supported in your browser. You can download the audio file.
- 5. Presto. Скерцо в тональности ми мажор.

Audio playback is not supported in your browser. You can download the audio file.
- 6. Adagio quasi un poco andante. Эта часть написана в соль-диез миноре и является медленным, мрачным вступлением к следующей части.
- 7. Allegro. Финал квартета написан в сонатной форме и заканчивается в до-диез миноре. Первая тема отличается двойственностью характера:

Audio playback is not supported in your browser. You can download the audio file.
Audio playback is not supported in your browser. You can download the audio file.
Ей противопоставляется вторая тема, лирическая:
Audio playback is not supported in your browser. You can download the audio file.

## Критика
Многие известные композиторы считали этот квартет гениальным сочинением. Так, Франц Шуберт после прослушивания этой композиции сказал: «Что нам остаётся писать после этого?» Роберт Шуман отметил, что квартет обладает «величием, которое нельзя выразить никакими словами. Мне кажется, что он стоит на крайней границе всего, что было достигнуто человеческим воображением». Музыкальный критик Джозеф Керман отметил лиризм фуги в этом произведении.